# MitOst
Спілка МітОст  (нім. MitOst e. V.) — це незалежна, недержавна, неприбуткова організація з місцем розташування в Берліні. Вона сприяє культурному та мовному обміну в країнах Центральної, Східної та Південно-Східної Європи, Середньої Азії та Південного Кавказу.

## Історія
Спілка була заснована в 1996 році та на сьогодні налічує 1 200 членів. Членами спілки є випускники програм фондів та зацікавлені у міжкультурній комунікації з 40 країн. МітОст займається активною діяльністю у сфері навчання та порозуміння між народами і здійснює міжнародні освітні та культурні проєкти, а також проєкти обміну. Діяльність спілки є неприбутковою, активність членів є добровільною. МітОст співпрацює з рядом фондів та установ. 
Влітку 2024 року МітОст була визнана «небажаною організацією» в Росії.

## Діяльність
Порозуміння між народами та громадська активність є центральними напрямками проєктної роботи МітОст. Ідеї проєктів з'являються серед членів спілки, зокрема  у проєктних групах, які об’єднуються з власної ініціативи. Кожен з членів МітОст може розробити проєкт і подати заяву на отримання фінансування. Частина проєктних засобів має залучатися через третіх осіб чи власні внески. Проєкти є відкритими для всіх, вони спрямовуються не лише на членів спілки. Проводяться міжнародні семінари та воркшопи з питань сучасності та історії, книжкові та кінопроєкти, які сприяють взаємному вивченню мов та культур, міжнародні поїздки молодих авторів, міжнародні театральні фестивалі, поїздки з метою навчання для членів спілки та спонсорів в регіони та культурні ландшафти Центральної, Східної та Південної Європи. 
Ключовим заходом року діяльності спілки є міжнародний МітОст-Фестиваль, що проводиться щороку в новому місті. (2003: Печ/Угорщина, 2004: Вільнюс/Литва, 2005: Вроцлав/Польща, 2006: Тімішоара/Румунія, 2007: Герліц-Згожелець/Німеччина, Польща). У 2008 році фестиваль відбувся в Україні, в Ужгороді, в 2009 в Гданську/Польща, у 2010 – Перм, Росія і у 2011 році – в місті Чеське Будейовіце в Чехії. 
Через презентацію успішних проєктів про них дізнаються ті, хто має до них інтерес. На воркшопах передаються практичні знання менеджерів проєктів. У рамках фестивалю, зокрема, проводиться культурна програма, співпраця з партнерськими організаціями, а також щорічні збори членів спілки. 
Представники МітОст від країн та регіональні групи сприяють створенню контактів в окремих країнах. Через інформаційну базу спілки можна знайти однодумців. Раз на рік у журналі МітОст висвітлюється життя спілки.

## Програми фондів
Ще однією сферою діяльності МітОст є програми фондів, які МітОст проводить у співпраці з Фондом Роберта Боша: 
Менеджери у сфері культури з Центральної та Східної Європи – стипендійна програма сприяння розвитку культури Центральної та Східної Європи в Німеччині. Програма Фонду Роберта Боша.
Колегіум імені Теодора Гойсса та спілки МітОст, що сприяє демократичній відповідальності та громадській активності молодих людей Центральної та Східної Європи. 